# 卡纳普维尔 (卡尔瓦多斯省)
卡纳普维尔（法語：Canapville，法語發音：[kanapvil] ⓘ）是法国卡尔瓦多斯省的一个市镇，属于利雪区。

## 地理
卡纳普维尔（49°19'2"N, 0°8'6"E）面积2.5 平方千米，位于法国诺曼底大区卡爾瓦多斯省，该省份为法国西北部沿海省份，北濒大西洋英吉利海峡，东北与滨海塞纳省以海上边界相接，东临厄尔省，南至奧恩省，西与芒什省接壤。
与卡纳普维尔接壤的市镇（或旧市镇、城区）包括：图克河畔博讷维尔、欧日地区昂格莱克维尔、圣艾蒂安拉蒂耶、圣加蒂安德布瓦、圣马丹欧沙尔特兰、利瓦罗派多日。

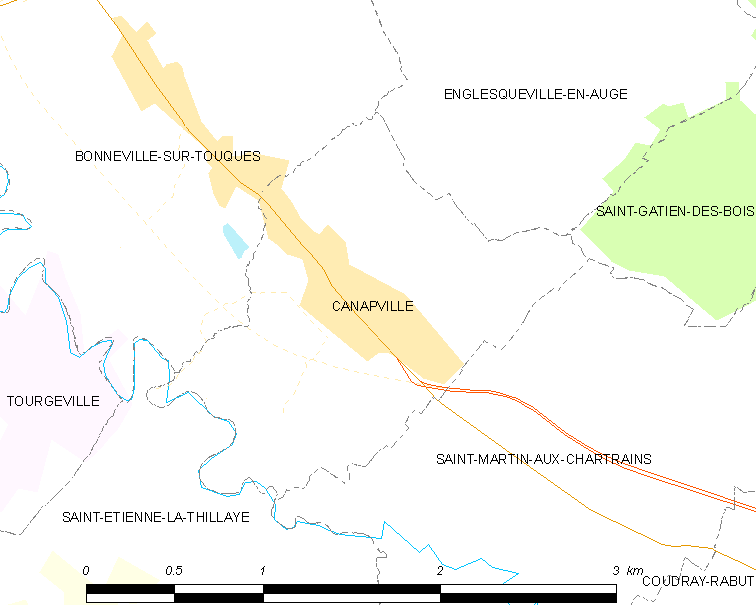
的OSM定位图

卡纳普维尔的时区为UTC+01:00、UTC+02:00（夏令时）。

## 行政
卡纳普维尔的邮政编码为14800，INSEE市镇编码为14131。

## 政治
卡纳普维尔所属的省级选区为蓬莱韦克县。

## 人口

1962-2008年间人口变化图示

卡纳普维尔于2022年1月1日时的人口数量为231人。